# 萊昂冰原島峰

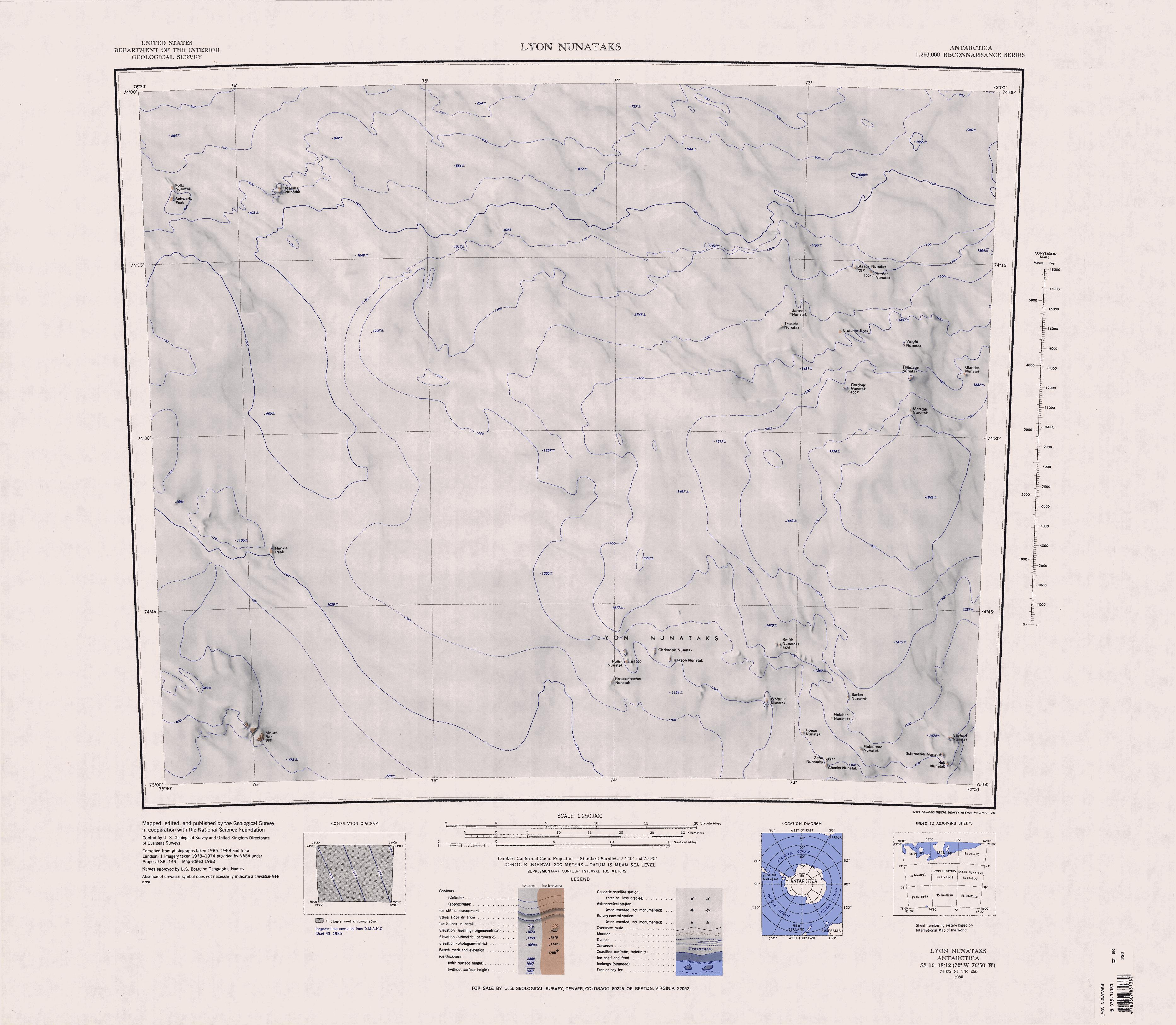

74°50′S 73°50′W / 74.833°S 73.833°W
萊昂冰原島峰（英語：Lyon Nunataks）是南極洲的冰原島峰，位於帕爾默地，處於格羅斯曼冰原島峰以西和貝倫特山脈西北面56公里，其中包括格羅森巴赫冰原島峰、霍爾特冰原島峰、克里斯托夫冰原島峰和伊薩克森冰原島峰，美國地質調查局根據測量和該國海軍的空中照片繪入地圖，現時由南極條約體系管理。